# 崔胤
崔 胤（さい いん、854年 - 904年）は、唐代の人物。字は昌遐、または垂休。本貫は清河郡東武城県。玄祖父は崔融。高祖父は崔翹。曾祖父は崔异。祖父は崔従。父は崔慎由。

## 生涯
崔胤は、進士の出身であり、詩人の韓偓と交遊があった。河中節度使の王重栄に招聘されて、従事となった。後に入朝し、考功司、吏部の員外郎へと累遷し、郎中・給事中・中書舎人に転じた。
大順年間に、兵部侍郎・吏部侍郎を歴任し、兵部侍郎同平章事・中書侍郎・判戸部事へと累遷した。
乾寧2年（895年）3月、検校尚書左僕射同平章事・河中尹をもって、河中節度使を充て、再入朝した。同年、崔胤は、昭宗に従って長安を脱出した。長安への帰還後は、礼部尚書を加えられ、「扶危匡国致理功臣」の号を賜与された。
乾寧3年（896年）7月、再び、左僕射兼広州刺史をもって、静海軍節度使・嶺南東道観察処置使を充てた。後に崔胤が政務を終えると、検校兵部尚書・広州刺史・嶺南東道節度使となった。朱全忠の関係によって、朝廷に復帰して平章事を拝した。
天復元年（901年）正月、崔胤は、左神策軍指揮使の孫徳昭とともに、昭宗を廃して皇太子李裕を擁立しようとした劉季述を打倒し、昭宗を復位させた。崔胤は、司空に昇進し、政務に復し、戸部司・度支司・塩鉄司の三司に任ぜられた。
同年、昭宗が宦官の韓全誨によって鳳翔節度使の李茂貞のもとへ動座させられると、崔胤は、朱全忠を召し出して、昭宗を救出させた。崔胤は、宦官に対抗するために朱全忠を用い、権謀術数を弄し、敵対する者を排斥した。
天復3年（903年）、神策軍の解散後、昭宗は、朱全忠を天下の兵馬の副元帥とし、皇子を名義上の大元帥としようとしたが、崔胤は、朱全忠に迎合し、昭宗が長男の李裕に心を寄せている状況下にあって、昭宗の嫡次子の輝王李祚（後の哀帝）を元帥とするよう進言した。朱全忠は、李裕を嫌悪しており、政変への関与を理由に李裕を殺害するためには、崔胤の進言が必要であった。しかし、昭宗は同意せず、朱全忠は、自分の意思であることを否定した。崔胤は、朱全忠の権勢がいよいよ増大すると、密かに六軍十二衛を召募し、防御を固めさせた。また、京兆尹の鄭元規らとともに、兵装を修繕した。
天祐元年（904年）春正月、朱全忠の甥の朱友倫がポロの競技中に落馬して死亡したところ、朱全忠は、崔胤によって殺害されたのではないかと疑い、甥の朱友諒に兵を率いて長安に向かわせ、「専権乱国、離間君臣」の罪名のもと、崔胤・鄭元規を殺害し、長安の民衆は遺体に向かって瓦礫や煉瓦石を投げつけて鬱憤を晴らした。享年51。
昭宗は圧迫されて、洛陽に遷都した。

## 人物
本名は崔胤であるが、4度にわたって宮中に入って宰相となったことから、「崔四入（さいしにゅう）」というニックネームが付けられた。